# 第43回全日本アンサンブルコンテスト
第43回全日本アンサンブルコンテスト（だい43かいぜんにほんアンサンブルコンテスト）は、2020年3月20日(金・祝)に福井県立音楽堂ハーモニーホールふくいで行われる予定だった全日本アンサンブルコンテストである。新型コロナウィルス感染拡大の状況を鑑み中止になった。

## 概要
本大会の会場である福井県立音楽堂ハーモニーホールふくいは、全国大会では初開催となる。（福井県での開催は、1988年の福井市文化会館以来、31年ぶり。）

## 代表団体

### 中学校
| 支部   | 都道府県 （地区） | 代表校                 | 編成                 |
| ------ | ----------------- | ---------------------- | -------------------- |
| 北海道 | 釧路地区          | 釧路町立富原中学校     | 木管八重奏           |
| 北海道 | 札幌地区          | 札幌市立清田中学校     | 木管八重奏           |
| 東北   | 宮城県            | 仙台市立五橋中学校     | サクソフォーン四重奏 |
| 東北   | 山形県            | 山形市立第六中学校     | 打楽器五重奏         |
| 東関東 | 千葉県            | 千葉市立土気中学校     | 打楽器八重奏         |
| 東関東 | 千葉県            | 習志野市立第五中学校   | フルート四重奏       |
| 西関東 | 埼玉県            | 埼玉栄中学校           | 打楽器八重奏         |
| 西関東 | 埼玉県            | 朝霞市立朝霞第一中学校 | クラリネット四重奏   |
| 東京   | 東京都            | 青梅市立第六中学校     | 木打三重奏           |
| 東京   | 東京都            | 小平市立小平第三中学校 | 打楽器八重奏         |
| 東海   | 愛知県            | 岡崎市立六ツ美中学校   | 金管八重奏           |
| 東海   | 長野県            | 松本市立鎌田中学校     | 金管八重奏           |
| 北陸   | 福井県            | 坂井市立坂井中学校     | 打楽器四重奏         |
| 北陸   | 石川県            | 白山市立北辰中学校     | 打楽器六重奏         |
| 関西   | 兵庫県            | 加古川市立中部中学校   | 木管八重奏           |
| 関西   | 兵庫県            | 加古川市立浜の宮中学校 | 金管八重奏           |
| 中国   | 広島県            | 府中町立府中中学校     | 打楽器八重奏         |
| 中国   | 山口県            | 防府市立桑山中学校     | 打楽器四重奏         |
| 四国   | 徳島県            | 徳島市国府中学校       | 打楽器四重奏         |
| 四国   | 徳島県            | 徳島市城東中学校       | 金管八重奏           |
| 九州   | 宮崎県            | 宮崎市立大淀中学校     | クラリネット五重奏   |
| 九州   | 鹿児島県          | 鹿児島市立武岡中学校   | 木管八重奏           |

### 高等学校
| 支部   | 都道府県 （地区） | 代表校                       | 編成               |
| ------ | ----------------- | ---------------------------- | ------------------ |
| 北海道 | 札幌地区          | 北星学園大学附属高等学校     | 木管八重奏         |
| 北海道 | 旭川地区          | 北海道旭川商業高等学校       | クラリネット四重奏 |
| 東北   | 福島県            | 福島県立磐城高等学校         | フルート六重奏     |
| 東北   | 宮城県            | 聖ウルスラ学院英智高等学校   | クラリネット八重奏 |
| 東関東 | 千葉県            | 習志野市立習志野高等学校     | クラリネット四重奏 |
| 東関東 | 神奈川県          | 横浜市立戸塚高等学校         | 管楽八重奏         |
| 西関東 | 埼玉県            | 埼玉栄高等学校               | 打楽器八重奏       |
| 西関東 | 埼玉県            | 春日部共栄高等学校           | 打楽器八重奏       |
| 東京   | 東京都            | 東海大学菅生高等学校         | クラリネット八重奏 |
| 東京   | 東京都            | 東海大学付属高輪台高等学校   | 金管八重奏         |
| 東海   | 長野県            | 長野県長野東高等学校         | 金管八重奏         |
| 東海   | 三重県            | 三重県立白子高等学校         | 打楽器八重奏       |
| 北陸   | 福井県            | 北陸学園北陸高等学校         | 打楽器八重奏       |
| 北陸   | 富山県            | 富山県立富山商業高等学校     | 金管八重奏         |
| 関西   | 兵庫県            | 尼崎市立尼崎高等学校         | 打楽器八重奏       |
| 関西   | 奈良県            | 奈良市立一条高等学校         | クラリネット四重奏 |
| 中国   | 岡山県            | 岡山学芸館高等学校           | 金管八重奏         |
| 中国   | 岡山県            | 明誠学院高等学校             | クラリネット四重奏 |
| 四国   | 香川県            | 高松第一高等学校             | クラリネット八重奏 |
| 四国   | 香川県            | 香川県立坂出高等学校         | 金管八重奏         |
| 九州   | 熊本県            | 玉名女子高等学校             | 金管八重奏         |
| 九州   | 福岡県            | 九州産業大学付属九州高等学校 | クラリネット四重奏 |

### 大学
| 支部   | 都道府県 （地区） | 代表団体                     | 編成                 |
| ------ | ----------------- | ---------------------------- | -------------------- |
| 北海道 | 函館地区          | 北海道教育大学函館校吹奏楽団 | クラリネット四重奏   |
| 東北   | 福島県            | 医療創生大学吹奏楽団         | 木管三重奏           |
| 東関東 | 神奈川県          | 神奈川大学吹奏楽部           | 金管八重奏           |
| 西関東 | 埼玉県            | 文教大学吹奏楽部             | サクソフォーン四重奏 |
| 東京   | 東京都            | 東海大学吹奏楽研究会         | 木管八重奏           |
| 東海   | 静岡県            | 静岡大学吹奏楽団             | 金管八重奏           |
| 北陸   | 富山県            | 富山大学吹奏楽団             | 金管八重奏           |
| 関西   | 大阪府            | 関西大学応援団吹奏楽部       | 打楽器六重奏         |
| 中国   | 山口県            | 山口大学文化会吹奏楽部       | フルート四重奏       |
| 四国   | 徳島県            | 四国大学吹奏楽部             | 木管三重奏           |
| 九州   | 福岡県            | 福岡工業大学吹奏楽団         | クラリネット四重奏   |

### 職場・一般
| 支部   | 都道府県 | 代表団体                             | 編成                 |
| ------ | -------- | ------------------------------------ | -------------------- |
| 北海道 | 函館地区 | 上磯吹奏楽団                         | クラリネット四重奏   |
| 北海道 | 北見地区 | 北見吹奏楽団                         | 金管六重奏           |
| 東北   | 秋田県   | メビヨン・サクソフォンクヮルテット   | サクソフォーン三重奏 |
| 東北   | 宮城県   | 名取交響吹奏楽団                     | 金管八重奏           |
| 東関東 | 神奈川県 | Pastorale Symphonic Band             | クラリネット八重奏   |
| 東関東 | 神奈川県 | 横浜ブラスオルケスター               | サクソフォーン四重奏 |
| 西関東 | 埼玉県   | ソールリジェール吹奏楽団             | クラリネット四重奏   |
| 西関東 | 埼玉県   | 川口市・アンサンブルリベルテ吹奏楽団 | クラリネット四重奏   |
| 東京   | 東京都   | 東京隆生吹奏楽団                     | 金管八重奏           |
| 東京   | 東京都   | Ikelute Wind Camp                    | クラリネット八重奏   |
| 東海   | 静岡県   | 浜松交響吹奏楽団                     | 金管八重奏           |
| 東海   | 静岡県   | ヤマハ吹奏楽団                       | 金管五重奏           |
| 北陸   | 福井県   | 福井サクソフォン研究会               | サクソフォーン四重奏 |
| 北陸   | 福井県   | ソノーレ・ウインドアンサンブル       | 木管六重奏           |
| 関西   | 大阪府   | 創価学会関西吹奏楽団                 | 金管八重奏           |
| 関西   | 滋賀県   | 大津シンフォニックバンド             | 金管八重奏           |
| 中国   | 広島県   | NTT西日本中国吹奏楽クラブ            | 管打五重奏           |
| 中国   | 広島県   | やすにし吹奏楽団                     | 管打八重奏           |
| 四国   | 香川県   | 高松市民吹奏楽団                     | 金管八重奏           |
| 四国   | 愛媛県   | アンサンブル・パタティ・パタタ       | クラリネット四重奏   |
| 九州   | 福岡県   | ブリヂストン吹奏楽団久留米           | 管打八重奏           |
| 九州   | 宮崎県   | ピエ ドゥ プール                     | サクソフォーン四重奏 |